# Suki na Mono wa Suki Dakara Shouganai!!
Suki na Mono wa Suki Dakara Shouganai!! (яп. 好きなものは好きだからしょうがない!!, неоф. рус. «Мне нравится то, что мне нравится, вот так!»), известная как Sukisho — популярный симулятор отношений для женщин, на основе которого создана различная медиа-продукция: лайт-новел, манга, аниме-сериал и OVA.

## Сюжет
Старшеклассник Сора Хасиба после опасной травмы, падения с четвёртого этажа и сотрясения, частично теряет память. С началом нового учебного года он возвращается в школьное общежитие, где знакомится с соседом по комнате — Сунао. Однажды ночью Ран по непонятной причине начинает приставать к спящему Соре, но на следующее утро заявляет, что ничего такого не помнит. Вскоре выясняется, что и у того и другого раздвоение личности.

## Персонажи
Сора Хасиба (яп. 羽柴 空 Хасиба Сора) — альтер эго Ёру.
Сора учится в школе для мальчиков. У него много друзей, но он становится предметом слухов после его таинственного падения из окна школы. Он потерял память о своём детстве, включая память о его новом соседе Сунао, который говорит, что является его другом детства. Сора решает выяснить правду о своём таинственном падении и вернуть себе память. Влюблён в Сунао.
Сэйю — Хикару Мидорикава
Сунао Фудзимори (яп. 藤守 直 Фудзимори Сунао) — альтер эго Ран.
Сунао, или Нао (как зовут его друзья), — новый ученик в школе. Он появляется в тот момент, когда Сору выписывают из больницы. Мацури и Сора — его друзья детства. Так как Сора не может вспомнить, кто он, Фудзимори злится на него и ведёт себя грубо, поскольку он в Сору тайно влюблён. Иногда он очень странно себя ведёт: ненавидит лекарства и страдает раздвоением личности.
Сэйю — Соитиро Хоси
Ёру и Ран (яп. 夜/らん Ёру/Ран): Ёру — вторая личность Соры, а Ран — вторая личность Сунао.
Ёру и Ран — это результат эксперимента Айдзавы по созданию множественной личности у людей. У Ёру и Рана, в отличие от Соры и Сунао, романтические отношения.
Ран выглядит как Сунао, только с ярко-малиновыми глазами и чуть более тоненьким голоском. Ёру же выглядит старше Соры, выше, у него более низкий взрослый голос и разные глаза (один — синий, другой — жёлтый).
Мацури Хондзё (яп. 本城 祭 Хондзё: Мацури)
Глава студенческого совета, главный по общежитию и менеджер клуба «на все руки мастеров». Он с детства дружит с Сунао и Сорой и каждый раз пытается их помирить, придумывая всякие задания, которые они должны вместе выполнять (и попутно разрабатывая планы как побыстрее разбогатеть). Он очень весёлый человек и любит подшучивать над окружающими. Его хобби — фотография.
Сэйю — Сусуму Тиба
Гаку Итикава (яп. 市川 学 Итикава Гаку)
Энергичный друг Соры, учится на класс младше. Он член клуба химии и влюблён в учителя химии Нагасэ.
Сэйю — Ацуси Кисаити
Хано Ёсихиро (яп. ハノ義弘 Ёсихиро Хано)
Друг Гаку и также член клуба химии.
Сэйю — Кэндзи Нодзима
Сакура Хирому (яп. 弘さくら Хирому Сакура)
Привидение, желающие стать бойфрендом Соры на несколько дней.
Сэйю — Дайсукэ Сакагути
Кай Нанами (яп. 七海 かい Нанами Кай)
Школьный медбрат. Его любят все. Ему нравится готовить, убираться и заботиться о других.
Сэйю — Акира Исида
Синъитиро Минато (яп. 真一郎港 Минато Синъитиро) — альтер эго Синъитиро.
Учитель математики. Он очень строгий и пугает учеников своим холодным взглядом.
Сэйю — Синъитиро Мики
Кай Нагасэ (яп. カイ長瀬 Нагасэ Кай)
Учитель химии и глава клуба химии, он чрезвычайно одарён в этом предмете. Он очень холодный и замкнутый.
Сэйю — Рётаро Окиаю
Профессор Айдзава Кай (яп. カイ相澤 Яйдзава Кай )
Консультант отдела химии в школе. Он редко появляется на публике; представляет собой неприятную личность, хранящую какую-то тайну.
Сэйю — Дзюрота Косуги

## Аниме-сериал

### Список серий
01. I hate who I hate!
02. The Jack-of-All-Trades Appears!
03. Chibi Triangles
04. Kaitou Appear!
05. A Ghost Boy — Hiromu
06. The Angel-chans Form!
07. Sunao`s Suspicion
08. Midnight Embrace
09. Sora and Sunao
10. Hatred
11. Revenge
12. Rescue
Спец. выпуск DVD: Let’s Go to a Hot Spring!